# Éditions des Femmes
Editions Des femmes, es una editorial creada en 1972, principalmente por mujeres del colectivo «Psicoanálisis y Política», dirigido por Antoinette Fouque, junto con otras activistas del MLF, y financiado por la mecenas Sylvina Boissonnas. Ofrecen obras escritas por mujeres, sobre mujeres o para mujeres, centradas en temas relacionados con la emancipación femenina, la creatividad y la reflexión de las mujeres, y también ofrecen audiolibros.La editorial es propiedad de Soc Des Femmes.

## Historia
En diciembre de 1972 se registran los estatutos de la Soc des Femmes (sociedad formada por veintiún socios a partes iguales), La primera directora gerente fue Yvonne Boissarie.
Marie-Claude Grumbach (11 de diciembre de 1940 - 1 de mayo de 2001) la sucedió en junio de 1974. A partir de 1979, las acciones se vendieron a los accionistas Antoinette Fouque, Sylvina Boissonnas y Marie-Claude Grumbach, lo que «representó un cambio importante, ya que se rompió la igualdad que constituía la base de la sociedad anónima».
En 1979, Antoinette Fouque registró las siglas MLF como asociación en virtud de la ley de 1901 y como marca comercial, lo que desencadenó un escándalo en el seno de las estructuras militantes. Mientras que el MLF rechazaba «cualquier estructura jerárquica para autodenominarse “movimiento”», los militantes que decían formar parte de él sufrían «una mala identificación colectiva que conducía a la confusión y a tomas de poder abusivas».Visto como un intento de usurpar el movimiento con fines comerciales, el archivo despertó la ira. Una petición firmada por unos sesenta grupos y una docena de editoriales feministas llamó al boicot, lo que causó revuelo. Editions Tierce publicó Chroniques d'une imposture, du MLF à une marque déposée, con un prefacio de Simone de Beauvoir, pero la publicación fue condenada por competencia desleal por el Tribunal de Comercio de París, tras un recurso de Des Femmes.
De este modo, se hace visible una dualidad de activismo en el ámbito editorial feminista, donde se manifiestan diferentes intentos de legitimación en la forma de publicar los títulos y en una forma de competencia.

## Tipos de publicaciones

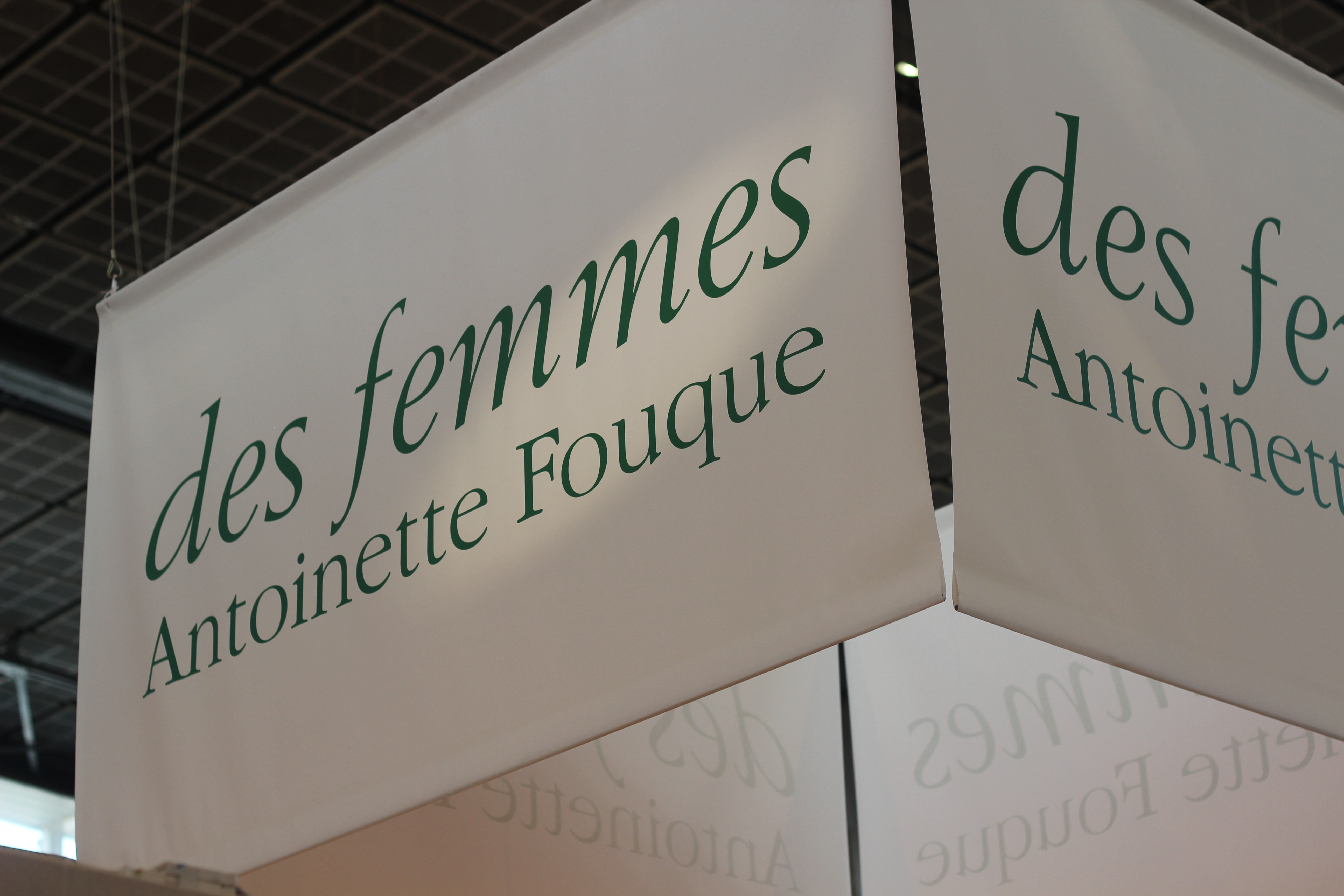
Stand en la Feria del Libro de París 2015.

Les éditions des femmes publican autores franceses y extranjeros, así como escritos antiguos «écrits d'hier». Las distintas colecciones se centran en las ciencias humanas (psicoanálisis, sociología, filosofía, historia), (psicoanálisis, sociología, filosofía, historia ), la ficción, la biografía, la correspondencia, la poesía, el teatro, la narrativa (testimonios, memorias), y abarcan un amplio abanico de temas: la condición de la mujer, el lesbianismo, el feminismo, la historia de las mujeres, etc.
Uno de los primeros best-sellers fue Hosto Blues, de Victoria Thérame, y el primer bestseller fue Du côté des petites filles, de Elena Gianini Belotti, traducido del italiano.
Entre 1974 y 1979, la escritora Hélène Cixous publicó ocho obras de ficción, Souffles; Portrait de Dora; Partie; Angst; Préparatifs de noces au-delà de l'abîme; Le Nom d'Œdipe, Chant du corps interdit; Anankè y Vivre l'orange.
En 1993 se publicó un álbum de fotos de Catherine Deneuve, Portraits choisis, Une actrice et 28 photographes pour la lutte contre le sida, editado por Antoinette Fouque y Jean-Pierre Lavoignat para Studio Magazin.
En 2007, la candidatura de Ségolène Royal a la presidencia francesa creó una nueva dinámica. Élisabeth Nicoli y Christine Villeneuve reunieron a un equipo internacional de mil quinientas autoras y ciento cincuenta directoras de investigación para redactar las doce mil entradas de un Diccionario Universal de Mujeres Creadoras, publicado en 2013.
En febrero de 2014, Antoinette Fouque falleció; Élisabeth Nicoli y Christine Villeneuve asumieron la dirección de la editorial[14], junto con Michèle Idels.

## Autoras y autores publicados
Han publicado, en particular, textos de:

#### Autoras francófonas
- Etel Adnan
- Anne-Marie Alonzo
- Séverine Auffret
- Ella Balaert
- Sarah Bernhardt
- Gisèle Bienne
- Paule du Bouchet
- Claudie Cachard
- Michèle Causse
- Nadia Chafik
- Janine Chasseguet-Smirgel
- Chantal Chawaf
- Hélène Cixous
- Annie Cohen
- Marie Darrieussecq
- Claude Delay
- Assia Djebar
- Juliette Drouet
- Florence Dupont
- Claire de Duras
- Françoise d'Eaubonne
- Brigitte Favresse
- Xavière Gauthier
- Lise Gauvin
- Jeanne Hyvrard
- Élisabeth Janvier
- Pomme Jouffroy
- Denise Le Dantec
- Eugénie Lemoine-Luccioni
- Aïcha Lemsine
- Florence de Mèredieu
- Jacqueline Merville
- Tatiana Mukanire Bandalire
- Rachilde
- Anne Roche
- Danièle Sallenave
- George Sand
- Emma Santos
- Pinar Selek
- Geneviève Serreau
- Germaine de Staël
- Victoria Thérame
- Marcelle Tinayre
- Nicole Ward Jouve
- Catherine Weinzaepflen

#### Autora extranjeras
- Sibilla Aleramo
- Lou Andreas-Salomé
- Phyllis Chesler
- Angela Davis
- Zehra Doğan
- Hilda Doolittle
- Duong Thu Huong
- Andrea Dworkin
- Nawal El Saadawi
- Conceição Evaristo
- Susan Faludi
- Janet Frame
- Artemisia Gentileschi
- Elena Gianini Belotti
- Marija Gimbutas
- Heide Göttner-Abendroth
- Gayl Jones
- Clarice Lispector
- Catharine MacKinnon
- Kate Millett
- Margarete Mitscherlich
- Anaïs Nin
- Alina Nelega
- Martha Nussbaum
- Silvina Ocampo
- Victoria Ocampo
- Bertha Pappenheim
- Luciana Peker
- Charlotte Perkins Gilman
- Nélida Piñon
- Alice Schwarzer
- Anne Sexton
- Mary Shelley
- Geetanjali Shree
- Yūko Tsushima
- Marina Tsvetaïeva
- Christa Wolf
- Virginia Woolf
- Luba Yakymtchouk

## Prensa
El grupo Des femmes también publica periódicos: 
- Le Quotidien des femmes, publicación irregular de noviembre de 1974 a junio de 1976.

- La revista Des femmes en mouvements mensual de diciembre de 1977 a enero de 1979 y luego semanal, 101 números con una pausa de octubre de 1979 a julio de 1982).[9]

## Librería y galería de mujeres

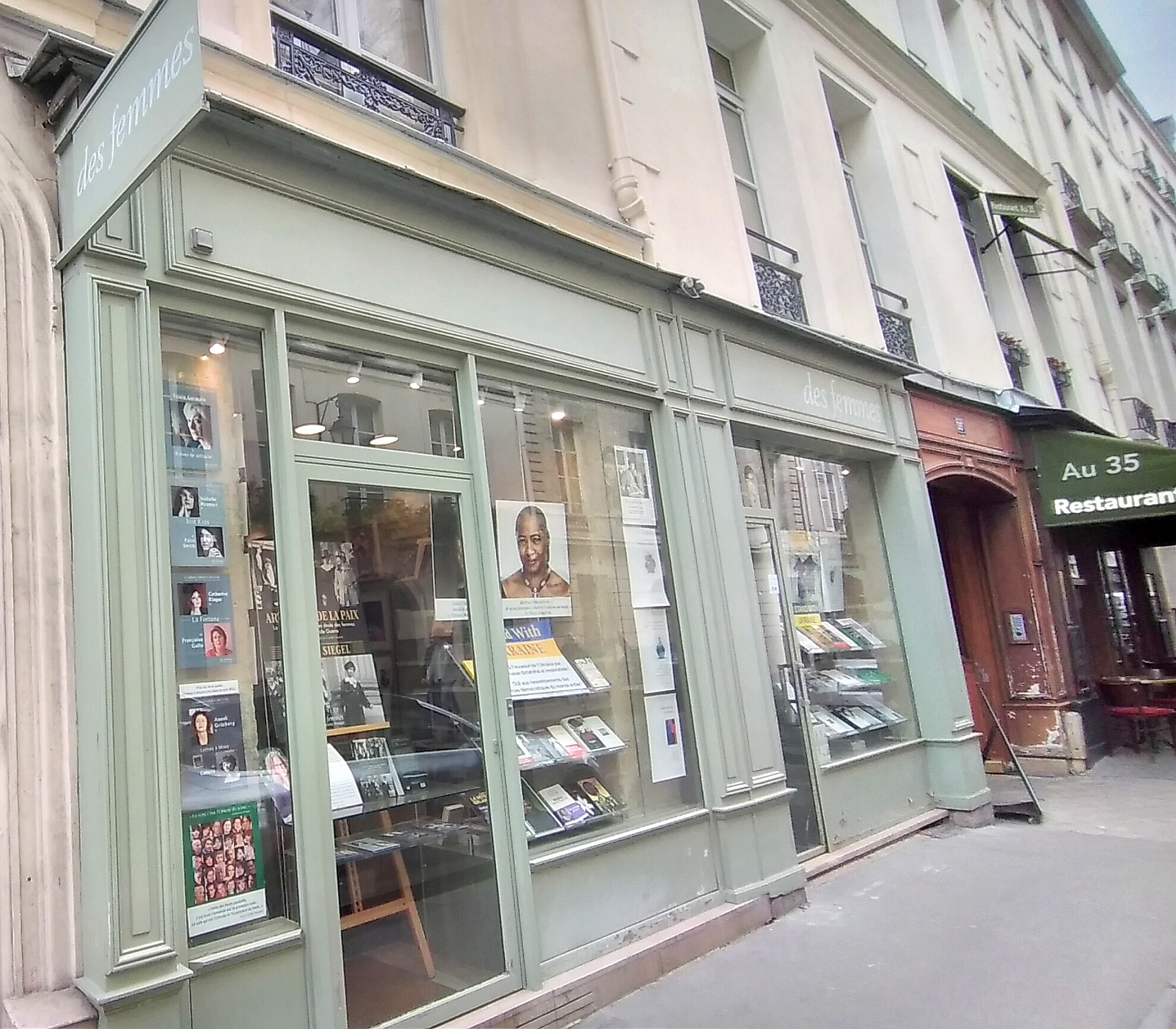
Escaparate en la Librairie Des femmes en abril de 2022 en París.

La primera librería «Des femmes» abrió sus puertas en París el 30 de mayo de 1974, en el número 68 de la rue des Saints-Pères, y se trasladó a la rue de Seine en 1981, donde incluyó una galería de arte dirigida por Marie Dedieu, en la que se exponían obras de Sonia Delaunay, Milvia Maglione, Françoise Martinelli, Kate Millett, Michèle Knoblauch, Sophie Clavel, Tina Modotti, Claude Batho, Ilse Bing, Louise Nevelson, June Wayne, Popy Moreni, Marie Orensanz y Colette Alvarez-Urbajtel. La librería-galería cerró en 1999 y reabrió en el 33 rue Jacob, con un espacio femenino. En esta galería se exponían obras de artistas como Niki de Saint Phalle y Colette Deblé.
En 1976 se abrió una librería femenina en Marsella, y después en Lyon en 1977, pero posteriormente cerró.

## Des femmes filment (Las mujeres graban en español)
En marzo de 1979, en Teherán, Sylvina Boissonnas, Claudine Mulard, Michelle Muller y Sylviane Rey se unieron a la feminista estadounidense Kate Millett y a la fotógrafa canadiense Sophie Keir, y participaron en las históricas manifestaciones de mujeres iraníes contra el uso del velo islámico.
El movimiento de liberación de las mujeres iraníes Année Zéro, un cortometraje documental realizado con mujeres iraníes y producido por Des Femmes filment, se proyectó en París en la Salle de la Mutualité el 22 de marzo, y el 28 de marzo se emitió un extracto en el informativo de las 20.00 horas de Antenne 2.